# Onthophagus cuniculus
Onthophagus cuniculus är en skalbaggsart som beskrevs av Macleay 1864. Onthophagus cuniculus ingår i släktet Onthophagus och familjen bladhorningar. Inga underarter finns listade i Catalogue of Life.